# Черрі-Гілл (Нью-Джерсі)
Черрі-Гілл (англ. Cherry Hill) — селище (англ. village) в США, в окрузі Кемден штату Нью-Джерсі. Населення — 74 553 особи (2020).

### Клімат
| Клімат : Черрі-Гілл   | Клімат : Черрі-Гілл | Клімат : Черрі-Гілл | Клімат : Черрі-Гілл | Клімат : Черрі-Гілл | Клімат : Черрі-Гілл | Клімат : Черрі-Гілл | Клімат : Черрі-Гілл | Клімат : Черрі-Гілл | Клімат : Черрі-Гілл | Клімат : Черрі-Гілл | Клімат : Черрі-Гілл | Клімат : Черрі-Гілл | Клімат : Черрі-Гілл |
| Показник              | Січ.                | Лют.                | Бер.                | Квіт.               | Трав.               | Черв.               | Лип.                | Серп.               | Вер.                | Жовт.               | Лист.               | Груд.               | Рік                 |
| Середній максимум, °C | 5,0                 | 7,8                 | 12,8                | 18,9                | 24,4                | 30,0                | 31,1                | 30,0                | 26,1                | 20,0                | 13,3                | 7,8                 | 19,0                |
| Середній мінімум, °C  | −5                  | −3,9                | 0,0                 | 5,0                 | 10,0                | 15,6                | 18,3                | 17,2                | 13,3                | 6,7                 | 2,2                 | −2,2                | 6,5                 |
| Норма опадів, мм      | 99                  | 75                  | 106                 | 102                 | 111                 | 100                 | 123                 | 132                 | 106                 | 90                  | 89                  | 94                  | 1227                |
| --------------------- | ------------------- | ------------------- | ------------------- | ------------------- | ------------------- | ------------------- | ------------------- | ------------------- | ------------------- | ------------------- | ------------------- | ------------------- | ------------------- |
| Джерело:              |                     |                     |                     |                     |                     |                     |                     |                     |                     |                     |                     |                     |                     |

## Демографія
Згідно з переписом 2010 року, у селищі мешкало 71 045 осіб у 26 882 домогосподарствах у складі 19 292 родин. Було 28452 помешкання
Расовий склад населення:
| - 78,1 % — білих - 11,7 % — азіатів - 6,1 % — чорних або афроамериканців - 0,1 % — корінних американців - 1,8 % — осіб інших рас |

До двох чи більше рас належало 2,2 %. Частка іспаномовних становила 5,6 % від усіх жителів.
За віковим діапазоном населення розподілялося таким чином: 23,0 % — особи молодші 18 років, 59,3 % — особи у віці 18—64 років, 17,7 % — особи у віці 65 років та старші. Медіана віку мешканця становила 43,1 року. На 100 осіб жіночої статі у селищі припадало 92,2 чоловіків; на 100 жінок у віці від 18 років та старших — 88,4 чоловіків також старших 18 років.
Середній дохід на одне домашнє господарство становив 116 357 доларів США (медіана — 92 185), а середній дохід на одну сім'ю — 135 802 долари (медіана — 111 386). Медіана доходів становила 74 254 долари для чоловіків та 53 949 доларів для жінок. За межею бідності перебувало 5,2 % осіб, у тому числі 5,5 % дітей у віці до 18 років та 6,8 % осіб у віці 65 років та старших.
Цивільне працевлаштоване населення становило 35 837 осіб. Основні галузі зайнятості: освіта, охорона здоров'я та соціальна допомога — 28,5 %, науковці, спеціалісти, менеджери — 14,5 %, роздрібна торгівля — 11,8 %, фінанси, страхування та нерухомість — 9,2 %.

## Особистості
- Гайді Мейн (* 1979) — американська порноакторка.
- Крістін Міліоті (* 1985) — американська акторка.